# الأسطورة في بوابة النجوم
في عالم ستارغيت الخيالي، قام الأرضيون بمواجهة العديد من الكائنات الفضائية عبر رحلاتهم في بوابة النجوم. إضافة إلى العديد من هذه الكائنات، هناك أيضا الكثير من البشر الآخرين، منتشرين في جميع أنحاء الكون بعد أن أخذهم فضائيون لكواكب أخرى لكي يستعبدوهم في الماضي البعيد. من أهم الأجناس في ستارغيت إس جي 1: الغواؤلد، الأسورانيون، الأسغارد وامتضاعفون. أما مسلسل ستارغيت أتلانتس فهو يقع في مجرة أخرى ويحاول الفريق تجنب جنس ريس.

## الأجناس

### جافا
الجافا هم فرع من الكائنات البشرية، المعدلة جينيا من قبل الغواؤلد. لديهم ثقب في بطنهم الذي يوجد داخله كائن طفيلي غواؤلد. هذا الطفيلي يوفر للجافا القوة، طول العمر وصحة جيدة، مقابل حمل هذا الطفيلي. مما يجعل لجافا دائما في حاجة إلى هذا الكائن. الجافا لديهم ثقافة حربية وهم يشكلون جيش الغواؤلد.